# Serra Llarga (Mont-ral)
La Serra Llarga és una serra situada al municipi de Mont-ral a la comarca de l'Alt Camp, amb una elevació màxima de 696 metres.